# 保德故城关帝庙
保德故城关帝庙，位于中华人民共和国山西省忻州市保德县故城村，已列为山西省文物保护单位。

## 保护
2016年6月6日，保德故城关帝庙由山西省人民政府公布为第五批山西省文物保护单位，编号5-49。